# گوردون پیری
گوردون پیری (انگلیسی: Gordon Pirie؛ ۱۰ فوریه ۱۹۳۱ – ۷ دسامبر ۱۹۹۱) دونده دو استقامت اهل بریتانیا بود.